# Moving Coil
Der Moving Coil (engl. Bewegte Spule, Abk. MC) ist eine Bauform eines magnetischen Tonabnehmers für die Schallplattenwiedergabe, bei der die Spulen fest mit der Abtastnadel verbunden sind. Demgegenüber sind die Magneten im Tonabnehmergehäuse feststehend montiert.
Dadurch sind gegenüber den Moving-Magnet- oder Moving-Iron-Systemen die bewegten Massen reduziert, woraus sich ein dynamischeres Klangbild ergibt.

## Funktion
Die Miniatur-Spule im Tonabnehmer erfährt beim Abspielen der Schallplatte eine Auslenkung, die der Bewegung der Nadel proportional ist. Nach dem Induktionsgesetz wird in der Spule eine Spannung induziert. Diese wird dann meistens außerhalb des Plattenspielers mit einem Entzerrer-Vorverstärker aufbereitet, so dass über eine Endstufe ein Lautsprecher angesteuert werden kann.

## Ausgangsspannung
Die Spulen von Moving-Coil-Abtastsystemen enthalten mikroskopisch kleine (unter dem Mikroskop gewickelte) Spulen mit nur wenigen Windungen. Dem Vorteil einer vergleichsweise außerordentlich geringen Masse steht der Nachteil einer sehr geringen induzierten Spannung entgegen. Je nach Bauart stellen MC-Abtaster nur wenige 100 Mikrovolt Ausgangsspannung bei sehr geringem elektrischen Widerstand im einstelligen Ohm-Bereich zur Verfügung.
Übliche, auf Systemen mit bewegten Magneten ausgelegte Phonoeingänge erfordern einen Eingangspegel von 2 bis 5 Millivolt an 47 kOhm.
Werden Moving-Coil-Abtastsysteme ohne Anpassungsmaßnahmen angeschlossen, ist infolge der groben Fehlanpassung eine völlig mangelhafte Aussteuerung des Verstärkers zu erwarten.

## Anpasstransformator, Vorverstärker

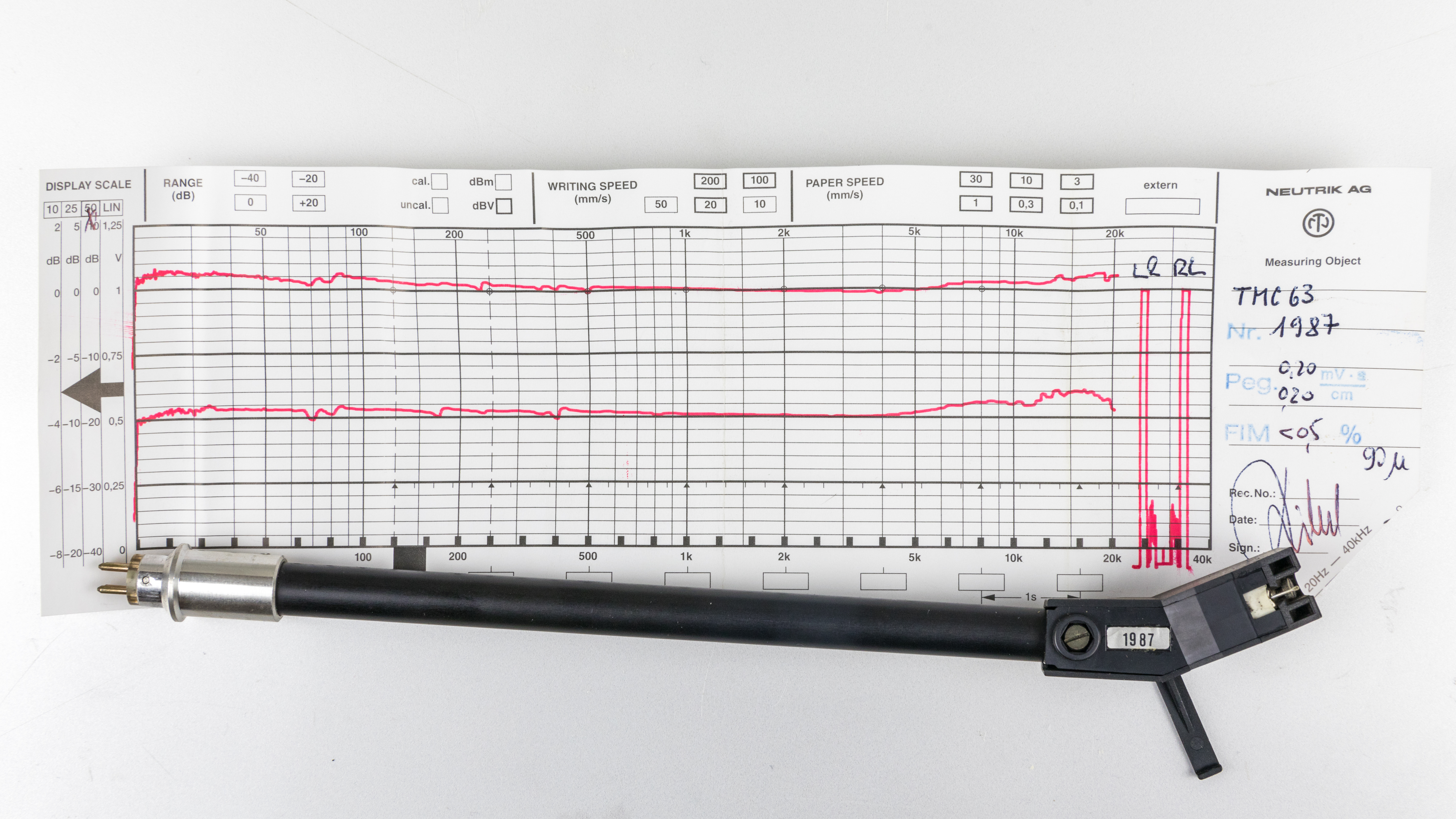
Thorens TMC 63 Moving Coil Tonabnehmer mit Messprotokoll

Wegen des Eingangsspannungsbedarfs üblicher Phonoeingänge von Audioverstärkern und der nur sehr geringen Ausgangsspannung der MC-Abtastsysteme muss der Anpassvierpol, ganz gleich, ob es sich um einen (passiven) Transformator oder um einen (aktiven) Verstärker handelt, eine Erhöhung der Ausgangsspannung des Abtasters um etwa das 10- bis 20-Fache bewirken.
Die qualitativ hochwertigere Lösung ist der Aufwärtstransformator (step up transformer). Trotz seines aufwändigen Aufbaus (extrem geringer magnetischer Streufluss für hohes Verhältnis zwischen oberer und unterer Grenzfrequenz bei gegebenem Übersetzungsverhältnis) und seiner Empfindlichkeit gegen allgegenwärtige magnetische Fremdfelder (aufwändige magnetische Schirmung) ist er das rauschärmere und lineare Bauelement. Allerdings schlagen sich diese Relationen in einem hohen Preis nieder.
Vor-Vorverstärker bedürfen einer sorgfältigen Optimierung hin zu höchster Rauscharmut, hoher Linearität und Unempfindlichkeit gegen magnetische und elektrische Einstreuungen. Bei Einsatz von Elektronenröhren ist zudem die Auswahl von Röhrentypen mit außerordentlich geringer Mikrophonie zu beachten. Halbleiterschaltungen haben sich als die preiswerteste Alternative erwiesen, zudem mit qualitativ besseren Eigenschaften als ein teurerer Röhrenverstärker.